# The Power of Love (canção)
"The Power of Love" (em português:  "O Poder do Amor") é uma canção composta por Gunther Mende, Mary Susan Applegate, Candy DeRouge e Jennifer Rush, tendo sido originalmente lançada por Rush como single em 1985 e alcançado grande sucesso na Europa. Posteriormente, a canção foi regravada por vários cantores e recebeu versões em diversas línguas. Primeiramente, em 1985, foi regravada pelo dueto Air Supply, que modificou o refrão para "You are my lady, and I am your man". Esta foi a primeira tentativa de alcançar o mercado norte-americano, já que a versão de Rush só foi lançada lá em 1986. Porém, a versão do Air Supply alcançou apenas o 68º lugar na Billboard Hot 100. Posteriormente, em 1987, Laura Branigan também lançou uma versão no mercado dos EUA, e sua versão chegou à 26ª posição na Billboard Hot 100. A canadense Céline Dion, por sua vez, conseguiu levar sua versão à 1ª posição da Billboard em 1993, iniciando uma virtuosa carreira cantando em inglês.
Quanto a regravações em outras línguas, a dominicana Angela Carrasco fez uma versão em espanhol chamada "Si Tú Eres Mi Hombre y Yo Tu Mujer", a qual alcançou grande sucesso na América Latina e foi regravada por uma série de outros cantores, inclusive Jennifer Rush, que ao lançá-la na Espanha, em 1986, permaneceu no 1º lugar das paradas por seis semanas. Em 1987, a cantora brasileira Rosanah Fienngo lançou uma versão em português feita por Cláudio Rabello intitulada "O Amor e o Poder". Esta versão foi um gigantesco sucesso no Brasil, sendo tema da novela Mandala e ficando no 1º lugar por 16 semanas no começo de 1988.

## Versão de Jennifer Rush
A canção original foi uma criação coletiva de Jennifer Rush com Candy DeRouge, Gunther Mende (que já trabalhavam antes produzindo-a na Alemanha) e Mary Susan Applegate. Em 1983, DeRouge já havia feito uma fita demo da canção, então intitulada "You Were My Lady and I Was Your Man". Em 1984 a canção, já terminada, foi gravada e lançada na Alemanha no começo de 1985, alcançando o 17º lugar. O chefe da gravadora CBS Records em Londres, Paul Russell, ao ouvir Rush cantando a canção numa convenção da gravadora em 1984, decidiu lançar o single no Reino Unido, mas o primeiro lançamento chegou com dificuldade ao 50º lugar. Então, a gravadora decidiu retirar o single e se concentrar num relançamento. Assim que foi relançada, a canção começou a subir rapidamente nas paradas e, imediatamente, alcançou o top 40 das paradas britânicas. Com aparições no programa Top of the Pops, Jennifer conseguiu levar a canção ao número 1 na parada de singles do Reino Unido, onde ficou por 5 semanas, além de permanecer no top 10 por 10 semanas. Em novembro de 1985, o single já havia vendido 1,39 milhão de cópias apenas no Reino Unido, sendo o single mais bem-sucedido por uma cantora naquele país, e um dos mais vendidos de todos os tempos lá.
No fim de 1985 e no começo de 1986, o sucesso da canção se alastrou pela Europa. Na Alemanha, a canção foi relançada e alcançou a 9ª posição nas paradas. Chegou ainda ao 1º lugar na África do Sul, Austrália, Áustria, Irlanda, Noruega e Nova Zelândia, e ficou bem colocada na Dinamarca (9º), França (25º), Países Baixos (7º), Suécia (3º) e Suíça (3º).
Nos Estados Unidos e no Canadá, após certa hesitação no lançamento, a canção foi lançada como single em janeiro de 1986 (após o lançamento da versão do duo Air Supply) e, apesar de ter chegado ao 1º lugar no Canadá, teve recepção fria nos EUA, onde chegou apenas à 57.ª posição na Billboard Hot 100.

### Posições nas paradas
| Parada (1985/6)                    | Melhor Posição |
| ---------------------------------- | -------------- |
| Alemanha                           | 7              |
| Austrália                          | 1              |
| Áustria                            | 1              |
| Canadá (Revista RPM)               | 1              |
| Dinamarca                          | 9              |
| Espanha                            | 2              |
| Estados Unidos (Billboard Hot 100) | 57             |
| França                             | 25             |

| Parada (1985/6) | Melhor Posição |
| --------------- | -------------- |
| Irlanda         | 1              |
| Noruega         | 1              |
| Nova Zelândia   | 1              |
| Países Baixos   | 4              |
| Portugal        | 1              |
| Reino Unido     | 1              |
| Suécia          | 3              |
| Suíça           | 3              |

## Versão de Air Supply
O duo australiano Air Supply lançou, em 1985, sua versão da canção no álbum Air Supply, pouco depois do primeiro lançamento da versão de Jennifer Rush na Alemanha. Como a gravadora de Rush não lançava a versão dela como single nos EUA, o duo decidiu lançar a versão deles como o segundo single do álbum. Na gravação do grupo, o refrão foi modificado para "You are my lady / and I am your man".
Mesmo tendo adicionado um subtítulo à canção ("The Power of Love (You Are My Lady)"), foi impossível para o grupo não ter seu lançamento confundido com "The Power of Love" de Huey Lewis and the News, sucesso da trilha sonora do filme blockbuster De Volta/Regresso para o Futuro. Assim sendo, a versão do Air Supply alcançou apenas a 68ª posição na Billboard Hot 100 e o 13º lugar na Hot Adult Contemporary Tracks. Depois, acabou sendo um pequeno hit no Canadá (35º) e na Nova Zelândia (21º), onde a versão de Jennifer Rush fez grande sucesso.

### Posições nas Paradas
| Parada (1985)                                 | Melhor Posição |
| --------------------------------------------- | -------------- |
| Canadá (Revista RPM)                          | 35             |
| Estados Unidos (Billboard Hot 100)            | 68             |
| Estados Unidos (Billboard Adult Contemporary) | 13             |
| Nova Zelândia                                 | 21             |

## Versão de Laura Branigan
Apesar de conhecida por músicas de dança como "Gloria" e "Self Control", Branigan teve grande sucesso introduzindo as baladas "How Am I Supposed to Live Without You" e "Ti Amo" e algum sucesso com "I Found Someone", entre outras. Incorrectamente, se presumiu que Laura também tivesse primeiro lançado "Power of Love", sendo ela  a primeira a levar a canção aos 40 mais vendidos dos Estados Unidos. Chegou à vigésima sexta (#26) posição na Billboard Hot 100, e a décima nona (#19) posição na categoria "Adult Contemporary". Este sucesso foi atingido sem os benefícios de um videoclipe.
"Power of Love" (a versão de Branigan omitiu o "The") foi o segundo single do álbum de 1987 de Branigan, Touch. Produzido por David Kershenbaum, a versão de Laura Branigan trouxe uma ponta de rock, ao contrário da voz de ópera de Jennifer Rush.
A canção foi uma das que Branigan mais gostava de cantar, e acompanhou a cantora o resto da sua carreira, até à sua morte, em Agosto de 2004.

### Paradas
| Parada (1987)                             | Melhor Posição |
| ----------------------------------------- | -------------- |
| Top 40 ARC Semanais dos Estados Unidos    | 17             |
| Adult Contemporary da Billboard           | 19             |
| Hot 100 da Billboard                      | 26             |
| Singles Pop de Cashbox dos Estados Unidos | 29             |

## Versão de Céline Dion
"The Power of Love" é o segundo single do álbum The Colour of My Love, se When I Fall in Love for considerado o primeiro. Foi lançado em 1º de novembro de 1993 na América do Norte e no Japão, e no resto do mundo no ano seguinte. Foi a segunda canção de Jennifer Rush que Céline Dion regravou: no início do mesmo ano, tinha adaptado Higher Ground, chamada Plus haut que moi. O videoclipe feito para a edição de rádio foi dirigido por Randee St. Nicholas e lançado em Novembro de 1993. O single foi também incluído em vários outros discos da cantora, como o DVD All The Way ... A Decade Of Song & Video e o CD de melhores sucessos All The Way ... A Decade Of Song.
Dion também cantou "The Power of Love" no seu concerto A New Day... em Las Vegas. Versões ao vivo podem ser encontradas nos álbuns À l'Olympia e Live à Paris. A canção foi nomeada para o Galardão para Melhor Actuação Vocal de Cantora Pop e Prémio da Música Americana para canção Pop/Rock em 1995. Internacionalmente foi um sucesso esmagador, chegou aos tops das paradas do Canadá, nos Estados Unidos e na Austrália. "The Power of Love" também fez sucesso nos outros países (#3ª posição em França, #4ª no Reino Unido e na Bélgica, #6ª na Suécia e #7ª na Nova Zelândia). Atingiu a platina nos Estados Unidos (1.117.000 cópias vendidas) e na Austrália (70.000), ouro na Nova Zelândia (5.000) e prata em França (221.000).

### Lista de faixas
1. "The Power of Love" (edição de rádio) – 4:42
2. "The Power of Love" (versão de álbum) - 5:43

### Paradas
| Parada (1993-94)                       | Melhor Posição |
| -------------------------------------- | -------------- |
| Parada de Singles do Canadá            | 1              |
| Billboard Hot 100                      | 1              |
| Billboard Hot Adult Contemporary       | 1              |
| Billboard Top 40 Mainstream            | 2              |
| Billboard Top 40 Rítmicas              | 21             |
| Top 40 Semanais ARC dos Estados Unidos | 1              |
| Parada de Singles de Austrália         | 1              |
| Parada de Singles do Brasil            | 1              |
| Parada de Singles da Bélgica           | 4              |
| Parada Hot da Bélgica                  | 5              |
| Parada Humo da Bélgica                 | 5              |
| Parada VTM/Joepie da Bélgica           | 10             |
| Top 40 dos Países Baixos               | 18             |
| Mega Top 50 dos Países Baixos          | 18             |
| Mega Single Top 100 dos Países Baixos  | 22             |
| Parada de Singles de França            | 3              |
| Parada de Singles da Alemanha          | 57             |
| Parada de Singles da Irlanda           | 13             |
| Parada de Singles de Israel            | 1              |
| Parada de Singles da Itália            | 1              |
| Parada de Singles de Nova Zelândia     | 7              |
| Parada de Singles da Polónia           | 3              |
| Parada de Singles da Suécia            | 6              |
| Parada de Singles do Reino Unido       | 4              |

## Outras versões
- A banda britânica The Shadows realizou uma versão instrumental para o álbum Moonlight Shadows, em 1986.
- A grega Nana Mouskouri fez uma versão estendida em 5:35 para o álbum Falling in Love Again: Great Songs from the Movies, em 1993.
- O banda australiana  Beverly gravou a faixa em 1994.
- A banda dominicana Los Toros Band incluiu uma versão no disco Formidables, em 1994.
- Andrea Bocelli gravou a canção em música clássica para o álbum Bocelli, em 1995.
- Michael Crawford fez uma versão como bônus na colectânea The Best of Michael Crawford, em 2002.
- A cantora japonesa Yuna Ito incluiu a faixa no álbum Wish, em 2008.

### Polêmica
Acredita-se que a música "Circle of Life" – composta por Elton John para o filme animado da Disney O Rei Leão (The Lion King), de 1994 – foi, ao menos, inspirada em "The Power of Love", havendo verdadeiras coincidências e identidades em certos trechos de melodia, harmonia, ritmo e estrutura entre ambas as canções.
Em outras línguas
- "Ängel i natt", versão suéca pela cantora Elisabeth Andreassen, foi incluída no álbum homônimo Elisabeth Andreassen, em 1985.
- A cantora checa Petra Janů fez uma versão em sua língua intitulada "Už nejsem volná", incluída em seu álbum Už Nejsem Volná, em 1986.
- O holandês Peter Fargo gravou "De kracht van een lied", uma versão em língua holandesa, em 1991.
- A versão belga foi gravada pela dupla Go-Rich, intitulada "De Kracht Van Een Lied", para o álbum Lilia Weneda, em 1991.
- A banda Sten & Stanley também regravou a canção suéca para o álbum Musik, Dans & Party, em 1995.
- A cantora germânica Angelika Milster gravou uma versão em alemão, "Du bist mein Leben", para o álbum Ich Liebe Dich, em 1995.
- Uma outra versão alemã também foi gravada, "Die Macht der Liebe", voltada ao público da Alemanha leste no mesmo ano.
- Outra versão belga também foi gravada pela cantora Sanne Denotté, porém com outro título, "Land Van Ons Twee", em 1996.
- O cantor britânico Amar gravou uma versão intitulada "Sitam" em língua panjabi para a trilha sonora Bend It Like Beckham, em 2002
- A cantora romena Eva Kiss também gravou uma versão em romeno, "Puterea dragostei", em 2012.
- Rosanah Fianngo gravou a versão brasileira "O Amor e o Poder" (conhecida pela primeira frase do refrão "Como uma deusa"), em 1987 (mais detalhes no tópico abaixo).

## Versão de Rosana
"O Amor e o Poder" (popularmente conhecida também como "Como Uma Deusa") é uma canção gravada pela cantora brasileira Rosanah Fienngo, sob o nome artístico de Rosana apenas. Foi gravada no início de 1987 e lançada em 11 de novembro daquele ano para o álbum Coração Selvagem, sendo incluída também na trilha sonora da telenovela Mandala, o que impulsionou o sucesso da canção. A canção, uma versão de "The Power of Love", teve a composição em português feita por Cláudio Rabello.
Em 1988 foi indicada ao Troféu Imprensa nas categorias de Melhor Cantora e Melhor Música. A música ficou 16 semanas em primeiro lugar, e as aparições de Rosana em programas de auditório como o Globo de Ouro se tornaram frequentes. Posteriormente, a cantora gravou uma versão em espanhol com 5'14", visando o mercado latino-americano.

### Outras versões
- A versão de "O Amor e o Poder" foi gravada pela banda de forró Moleca 100 Vergonha para o álbum Você Marcou Em Mim - Volume 02, em 2000.
- Marina Elali também gravou uma versão em dance-pop para o álbum Marina Elali, em 2005.[10][11]
- Kelly Key incluiu a canção no repertório das turnês In the Night Tour, em 2011, e Shaking Tour, em 2012.[12]
- Ivete Sangalo realizou uma versão acústica para o DVD Um Barzinho, um Violão - Novelas Anos 80, Vol. 1, em 2014.[13]
- Anitta cantou a faixa durante no especial Globo de Ouro no canal Viva em 24 de novembro de 2014.[14]
- Wanessa, Preta Gil, Ludmilla e Thaeme Mariôto cantaram a faixa durante o Programa da Sabrina, na Rede Record, em 7 de fevereiro de 2015.[15]